# Oude toren (Haaren)
De Oude Toren is een laatgotische toren uit 1472, aan het Kerkeind in de Nederlandse plaats Haaren in Noord-Brabant. Hij was gewijd aan Lambertus van Maastricht en is een voorloper van de huidige Sint-Lambertuskerk, die ruim een kilometer oostelijker staat.

## Geschiedenis
Het schip van de Sint-Lambertuskerk werd in 1470 voltooid, de toren twee jaar later, in 1472. Het patronaatsrecht van de kerk was in handen van de Abdij van Tongerlo. In 1648, toen de katholieke eredienst niet meer openbaar gehouden mocht worden, werd de kerk overgedragen aan de protestanten. De inventaris was tevoren op verschillende plaatsen  in veiligheid gebracht, onder andere op kasteel Nemerlaer.
Wegens gebrek aan onderhoud verviel de kerk, en in 1780 stortte het middenschip in. De toren en een deel van het koor bleven overeind. Deze situatie is nog geschetst door een officier uit het leger van Napoleon.
In 1825 werd de kerk teruggegeven aan de katholieken. Dezen wilden de kerk aanvankelijk herstellen, maar men besloot tot nieuwbouw van een kerk aan de Drie Hoeven. In 1853 werden de resten van de oude kerk gesloopt en bleef de toren alleen achter. De klokken werden in 1943 geroofd door de Duitse bezetter.
In 1968 vond een restauratie plaats, die met name het dak en het dichtmetselen van de kerkingang betrof. Ook werden de fundamenten van  de oude kerk in kaart gebracht. De toren werd toen als monument geklasseerd. In 1978 werd het uurwerk hersteld en kwamen er nieuwe klokken, afkomstig van de Utrechtse Sint-Monicakerk die een jaar tevoren gesloopt was. Van 1997 tot 1999 is het grootste deel van de kerkfundamenten opgemetseld tot lage muurtjes, zodat de plattegrond van de vroegere kruiskerk te zien is. Er werden beelden geplaatst van het Jeugdcircus Il Grigio en van pastoor Jansen, die tijdens de Reformatie vermoord werd.

## Gebouw
Deze toren is een eenvoudig uitgevoerd bakstenen bouwwerk, waarvan de onderste geleding doorregen is met tufsteen. De toren heeft overhoekse steunberen en een traptorentje, dat op een tufstenen uitkraging rust.